# Rome: Total War: Alexander
Alexander è la seconda espansione del videogioco Rome: Total War, ed è appunto ambientato durante le conquiste di Alessandro Magno. È uscito nel 2006 per PC, nel 2014 per Macintosh e il 2017 per iPad (come versione standalone). Il 24 ottobre 2019 è stata pubblicata una versione per iOS e Android, ad opera di Feral Interactive.

## Modalità di gioco
Ambientato nell'epoca delle campagne di Alessandro Magno, re di Macedonia, il gioco inizia nell'anno 336 a.C., e dura un totale massimo di 100 turni; l'obiettivo è dunque emulare le gesta del famoso conquistatore, distruggere l'Impero persiano e conquistare un totale di 30 province, tra cui Pella, Alicarnasso, Isso, Tiro, Rhacotis, Menfi, Babilonia, Ecbatana, Nisa e Battria, entro tale limite di turni. Il gioco permette ad Alessandro di vivere oltre i 33 anni in cui egli è vissuto, essendo egli morto a Babilonia la notte tra il 10 e l'11 giugno dell'anno 323 a.C., proprio un mese prima di compiere appunto 33 anni. Ovviamente, nel caso Alessandro Magno muoia nella campagna, il gioco si conclude con una disfatta.
Nell'edizione originale, il gioco è narrato da Brian Blessed.

## Fazioni giocabili
Delle sette fazioni presenti nel gioco, solo la Macedonia è giocabile nella Campagna; le altre sono giocabili modificando i file di gioco.

### Macedonia
La Macedonia inizia con la maggior parte della Grecia sotto il suo controllo. Il suo esercito è simile a quello del gioco originale, con tanto di falangi, opliti e cavalleria dei Compagni, ma pecca di unità da tiro decenti, anche se può servirsi di giavellottisti e peltasti. Inoltre, la Macedonia possiede un'unità unica che rappresenta la guardia del corpo, ossia un'unità elite di Cavalieri dei Compagni con a capo lo stesso Alessandro.

### Fazioni barbariche
- Scizia: nel gioco, oltre che alla loro terra d'origine, controllano anche il Chersoneso della Tauride. L'esercito è praticamente lo stesso del gioco originale: tanta cavalleria sia da mischia che da tiro ma quasi nessuna fanteria appiedata. Gli Scizi non sono difficili da sconfiggere, tanto da conquistare, anche per via di fitte foreste che ostacolano chiunque cerchi di conquistare la loro capitale.
- Dahai: stranamente, si trovano in popoli come Traci, Sarmati, Sciti e Illiri, controllando vari territori a nord della campagna, consistono in città indipendenti come Bisanzio, e sono simili alle fazioni barbare del gioco originale. Il loro esercito comprende grandi gruppi di guerrieri, inclusi guerrieri con spade a falce (romfaie).
- Illiria: gli Illiri controllano la parte occidentale dei balcani, con capitale Epidamnus. Il loro esercito consiste in guerrieri con ascia e fanteria specializzata, ma anche di cavalleria piuttosto limitata. Sono una nazione barbarica, come i Traci, e anche una delle fazioni più pericolose nel gioco.

### Fazioni orientali
- Persia: l'esercito persiano di Dario III è composto da un numero notevole di unità, da fanteria scarsamente equipaggiata a cavalleria di buona qualità e unità come gli Immortali, oltre che a mercenari della Grecia e della Frigia, ma anche cocchi che possono essere guidati dai generali persiani. L'impero persiano nella campagna si estende in tutta l'Anatolia, l'Egitto fino ai confini con la Libia e la Nubia, i confini con la Scizia, fin quasi al fiume Idaspe.
- India: sebbene lontani dall'essere uniti, gli indiani sono stati capaci di mostrare in battaglia degli eserciti di tutto rispetto. La fanteria possiede principalmente armatura leggera, così come la cavalleria, ma l'esercito include anche possenti elefanti e carri da guerra. Gli indiani non appaiono nella campagna a giocatore singolo perché il loro territorio appartiene all'impero persiano, ma è possibile aggirare tale problema con una mod.

## Battaglie storiche
Essendo questo un gioco basato su Alessandro Magno, il gioco non poteva mancare di battaglie storiche basate sulle sue grandi imprese. Infatti, questa nuova espansione comprende sei battaglie storiche:
- Battaglia di Cheronea (Alessandro accompagna il padre Filippo II nella campagna decisiva contro gli Ateniesi e i Tebani)
- Battaglia del Granico (contro Memnone di Rodi)
- Assedio di Alicarnasso (battaglia decisiva contro Memnone di Rodi)
- Battaglia di Isso (contro il Re di Persia Dario III)
- Battaglia di Gaugamela (battaglia decisiva contro Dario III)
- Battaglia dell'Idaspe (ultima grande battaglia di Alessandro, contro l'India, qui comandata dal re Poro)

Rispettando la storia, queste battaglie iniziano tutte su una posizione di svantaggio sul campo di battaglia, o in inferiorità numerica, e pongono come condizione aggiuntiva l'impedire ad Alessandro di morire in battaglia o andare in rotta, pena la sconfitta istantanea. Non bastasse, le battaglie sono raggruppate in serie, e per poter giocare la battaglia storica successiva, bisogna completare quella precedente alla difficoltà "media".

## Modalità multigiocatore
La modalità multigiocatore non si limita più alle sole battaglie personalizzate: non solo è possibile giocare alle battaglie storiche in uno contro uno, ma anche in varie condizioni (come 1v2 e 2v2, o addirittura 3v1), e perfino tornei; questi hanno come scopo quello di distruggere l'avversario mantenendo in vita il proprio generale, il tutto percorrendo la serie predefinita di battaglie storiche incluse nel gioco, e sono disponibili in formati 1v1 e 2v2.
Tre sono i tornei disponibili:
- Torneo di Zeus: Comprende le battaglie del Granico, di Alicarnasso, di Isso, di Gaugamela e del fiume Idaspe.
- Torneo di Ares: Comprende le battaglie di Isso, di Gaugamela e del fiume Idaspe.
- Torneo dei Re: Comprende le battaglie di Cheronea, del Granico e di Alicarnasso.

## Accoglienza
| Testata                          | Giudizio |
| -------------------------------- | -------- |
| Metacritic (media al 31-01-2020) | 79/100   |
| Eurogamer                        | 7/10     |
| GameSpot                         | 8.5/10   |
| GameSpy                          | [ 8 ]    |
| IGN                              | 8/10     |
| PC Gamer                         | 86%      |

L'espansione ha ricevuto un'accoglienza "generalmente favorevole" secondo la media dei voti sul sito Metacritic. Molti recensori hanno concluso che pur avendo offerto nuovi contenuti per i fan della serie Total War, il titolo è stato ostacolato dalla sua breve durata.